# Митинці (Хмільницький район)
Ми́тинці — село в Україні, в Уланівській сільській громаді Хмільницького району Вінницької області. Населення становить 366 осіб.